# Dennis Stratton
Dennis William Stratton (Londra, 9 ottobre 1952) è un chitarrista, cantante e compositore britannico.

## Biografia
Ex componente del gruppo Heavy metal Iron Maiden, chitarrista e voce addizionale, ha partecipato alla realizzazione del primo album della band. Dopo l'uscita dal gruppo di Doug Sampson fu lui a proporre Clive Burr come nuovo batterista. Contribuì alla parte armonica e cori del brano "Phantom of the Opera" e fece parte del gruppo da fine novembre 1979 all'ottobre del 1980. Dopo la fine della prima parte del tour Europeo come gruppo spalla dei Kiss, Stratton se ne andò per divergenze con il manager Rod Smallwood, talent scout dei Judas Priest.
In quel periodo, girò in tournée per l'Europa, registrò l'album d'esordio degli Iron Maiden del 1980, l'EP e videoclip Women in Uniform, qualche singolo e Live!! +one registrato al leggendario locale Londinese "Marquee".
Successivamente ha fatto parte dei Lionheart e più recentemente dei Praying Mantis. Nel 1995 Stratton, assieme a Paul Di'Anno e Nigel Glockler, diede vita ad un progetto chiamato The Original Iron Men, nei quali entrambi gli ex Maiden cantano.

## Discografia

### Iron Maiden
- Iron Maiden (1980)

### Lionheart
- Hot Tonight (1984)
- Second Nature (2016)
- The Reality of Miracles (2020)

### Praying Mantis
- Live at Last (1990)
- Predator in Disguise (1991)
- A cry for the New World (1993)
- Only the Children Cry (1993)
- To the Power of Ten (1995)
- Captured Alive in Tokyo City (1996)
- Forever in Time (1998)
- Nowhere to Hide (2000)
- The Journey Goes On (2003)

### Paul Di'Anno & Dennis Stratton
- The Original Iron Men (1995)
- The Original Iron Men 2 (1996)
- As Hard As Iron (1996)

### Collaborazioni
- Kaizoku (1989) - AA. VV.
- All Stars (1990) - AA. VV
- Trapped (1990) - Lea Haet
- Start 'em Young (1992) - English Steel
- Ready to rumble (1992) - True Brits